# Kangding Airport
Kangding Airport (kinesiska: 康定机场, pinyin Kāngdìng Jīchǎng) är en flygplats i Kina. Den ligger i provinsen Sichuan, i den sydvästra delen av landet. Den ligger i Kangding, en stad på häradsnivå och centralort i den autonoma prefekturen Garzê]. Flyplatsen är en av de högst belägna i världen för större flygplan.
Runt Kangding Airport är det glesbefolkat, med 9 invånare per kvadratkilometer. Trakten runt Kangding Airport består i huvudsak av gräsmarker.
Genomsnittlig årsnederbörd är 1 119 millimeter. Den regnigaste månaden är juni, med i genomsnitt 236 mm nederbörd, och den torraste är december, med 5 mm nederbörd.